# Saul Raphael Landau
Saul Raphael Landau (auch: Saul Rafael Landau, geboren 1. oder 24. Jänner 1870 in Krakau, Österreich-Ungarn; gestorben 16. Juli 1943 in Manhattan, New York) war Rechtsanwalt und jüdischer Publizist.

## Leben
Landau wurde früh ein überzeugter Zionist, lieferte Beiträge für jüdische Zeitschriften, besonders für deutschsprachige und polnische Blätter, u. a. auch für Nathan Birnbaums Selbst-Emancipation.
Ab 1892 war er im Vorstand der Wiener nationaljüdischen Vereinigung Admath Jeschurun. Von 1893 bis 1895 war er Dozent für Geschichte der Juden in Polen an der Wiener Israelitisch-Theologischen Lehranstalt. In dieser Zeit arbeitete er auch an der Allgemeinen Zeitung des Judenthums mit, an der Berliner Jüdischen Presse und am Organ der Lemberger Nationaljuden.
Er war Mitunterzeichner des ersten Aufrufes des Verbandes Zion (Anfang Februar 1893). Im Jahr 1895 trat er mit Theodor Herzl in Verbindung, dessen Mitarbeiter er wurde. Von Landau stammt die Anregung eines zionistischen Zentralorgans, 1897 wurde er dann der erste Chefredakteur der von Herzl ins Leben gerufenen zionistischen Wochenzeitschrift Die Welt (blieb es bis Juli 1897).
Als Mitglied der Programmkommission des Ersten Zionistischen Weltkongresses war er an der Ausarbeitung des Basler Programms beteiligt, trennte sich aber nach einem Zerwürfnis von Herzl und gründete eine selbständige zionistische Organisation der jüdischen Arbeiter und Angestellten, Achwah. 1898 war er Gründer und Herausgeber der Monatsschrift Der jüdische Arbeiter, 1899 war er Mitarbeiter von Joseph Samuel Blochs Österreichischer Wochenschrift, die gegen Herzl polemisierte.
Landau schrieb dann gehässige, gegen Herzl und sein Werk gerichtete Artikel und arbeitete am nationaljüdisch-nichtzionistischen Jüdischen Volksblatt mit. In seinen Überlegungen nahm Landau die Ideen des Poale-Zionismus teilweise vorweg. Von 1907 bis 1917 gab er die Neue Nationalzeitung heraus (das ehemalige Jüdische Volksblatt nach Übernahme und Umwandlung).
Seine Erzählungen wurden in verschiedenen Zeitschriften veröffentlicht.
Nach dem Anschluss Österreichs emigrierte Landau 1939 nach London, 1941 in die USA.

## Schriften (Auswahl)
- Sionizm (polnisch), 1897.
- Unter jüdischen Proletariern (1898, Vorabversion in der „Welt“ zu lesen)
- Der Polenklub und seine Hausjuden. Grundlinien der jüdischen Volkspolitik in Österreich, 1907.
- Sturm und Drang im Zionismus: Rückblicke eines Zionisten vor, mit und um Theodor Herzl, Wien 1937 (Memoiren, bringt auch zahlreiche Briefe Herzls)